# Comuna Mala Berezanka, Zhurivka
Mala Berezanka (în ucraineană Мала Березанка) este o comună în raionul Zhurivka, regiunea Kiev, Ucraina, formată din satele Levcenkove și Mala Berezanka (reședința).

## Demografie
Componența lingvistică a comunei Mala Berezanka
     Ucraineană (97,09%)
     Rusă (2,42%)
     Alte limbi (0,32%)
Conform recensământului din 2001, majoritatea populației comunei Mala Berezanka era vorbitoare de ucraineană (97,09%), existând în minoritate și vorbitori de rusă (2,42%).